# Perewolotschna (Poltawa)

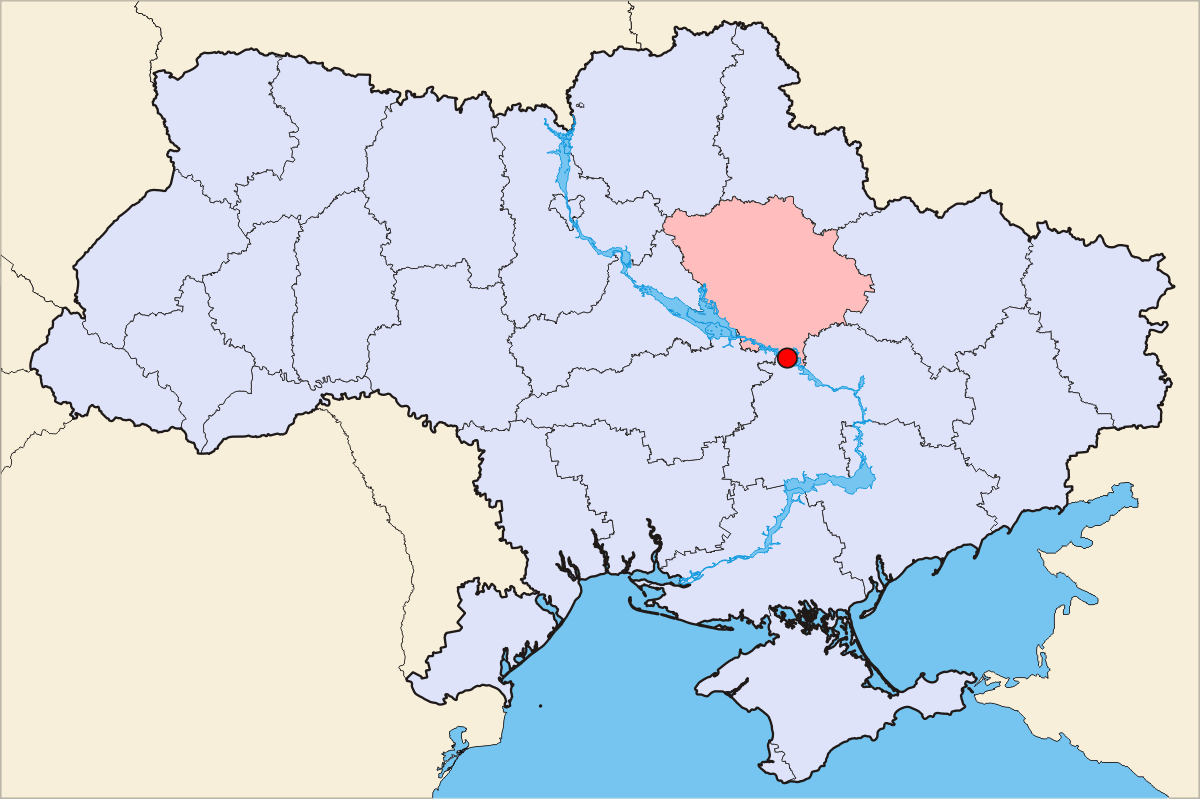

Perewolotschna (ukrainisch und russisch Переволочна) war eine Siedlung im zentralukrainischen Rajon Kobeljaky (Oblast Poltawa) in der Nähe des Dorfes Switlohirske. Sie lag in der Nähe der Mündung des Flusses Worskla an einer Furt durch den Dnepr. Aus der Lage erklärt sich auch der Name des Ortes, welcher auf das russische Wort für „hinüberschleppen“ zurückzuführen ist. Im Zuge der Errichtung des Dniprodserschynsker Stausees 1964 wurde die Bevölkerung umgesiedelt und das Gebiet überflutet.

## Geschichte

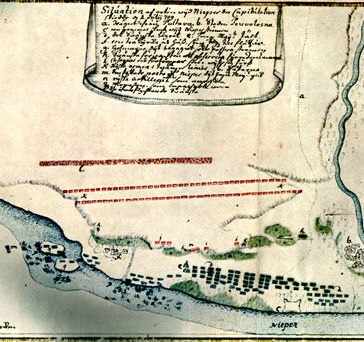
Lage am 11. Juli 1709

Perewolotschna wurde Ende des 14. Jh. durch den Litauischen Großfürsten Witold als Teil einer Kette von befestigten Siedlungen gegründet. Diese hatten die Aufgabe, sein Reich gegen 1399 von ihm in der Schlacht an der Worskla besiegten Tataren und andere von Osten einfallende Reitervölker zu sichern. 1638 verfügt Perewolotschna über 426 Einwohner und 10 Mühlräder.
Im Zuge des Nordischen Krieges wurden, am 30. Junijul. / 1. Julischwed. / 11. Juli 1709greg., drei Tage nach der vernichtenden Niederlage der Schweden in der Schlacht bei Poltawa, die Reste der schwedischen Truppen unter Adam Ludwig Lewenhaupt in der Nähe des Ortes von den Russen unter General Alexander Danilowitsch Menschikow  eingeholt, worauf sich ein großer Teil des schwedischen Heeres ergab. Der schwedische König Karl XII., der ukrainische Ataman Iwan Masepa und Kost Hordijenko konnten dagegen mit 3000 Schweden und Kosaken den Dnepr an der Furt überqueren und Zuflucht im osmanischen Moldawien finden.
1753 bestand der Ort aus 84 Höfen, wobei in 53 Kosaken und in 30 Fährmänner lebten. Ende des 19. Jahrhunderts lebten 1681 Einwohner in der Ortschaft.

## Söhne und Töchter des Ortes
- Ippolit Fedorowytsch Bohdanowitsch (1743/1744–1803); ukrainisch-russischer Schriftsteller, Übersetzer und Journalist
- Iwan Iwanowitsch Martynow (1771–1833); ukrainisch-russischer Altphilologe, Botaniker und Hochschullehrer